# Гарриоты
Гарриоты или харриоты (лат. Harriotta) — род морских хрящевых рыб. Назван в честь То́маса Хэ́рриота (англ. Thomas Harriot, 1560 — 2 июля 1621 года) — английского астронома, математика, этнографа и переводчика (в русскоязычных источниках он может упоминаться как Харриот или Гарриот). Длина тела представителей рода от 44,5 до 120 см. Придонные рыбы. Встречаются на глубине от 200 до 3100 м. Обитают в Тихом, Индийском и Атлантическом океанах от тропических до полярных вод. Для человека безвредны. Harriotta raleighana считается видом вне опасности, статус остальных не оценивался. Объектами промысла не являются.

## Виды
По данным World Register of Marine Species, на апрель 2025 года в состав рода включают 3 ныне живущих вида:
- Harriotta avia Finucci, Didier, Ebert, Green & Kemper, 2024
- Harriotta chaetirhamphus (Tanaka, 1909)
- Harriotta raleighana Goode & Bean, 1895

Известен вымерший вид этого рода † Harriotta lehmani Werdelin, 1986 из меловых отложений Ливана.